# 大阪市立清水丘小学校
大阪市立清水丘小学校（おおさかしりつ しみずがおかしょうがっこう）は、大阪府大阪市住吉区にある公立小学校。

## 沿革
大阪市墨江国民学校（現在の大阪市立墨江小学校）、大阪市遠里小野国民学校（現在の大阪市立遠里小野小学校）、大阪市安立国民学校（現在の大阪市立安立小学校）の校区を再編する形で、1942年に大阪市清水丘国民学校として現在地に開校した。
- 1942年12月 - 大阪市立清水丘国民学校として創立。
- 1943年1月8日 - 開校記念式典を実施。
- 1944年9月 - 岸和田市へ集団疎開。
- 1947年1月 - 学校給食を開始。
- 1947年4月1日 - 学制改革により、大阪市立清水丘小学校に改称。
- 1954年12月16日 - 校地を拡張。
- 1961年4月1日 - 養護学級を開設。
- 1971年10月 - 大阪市教育委員会から図工科の研究校に指定され、研究発表を実施。

## 通学区域
- 大阪市住吉区 清水丘1丁目-3丁目、墨江4丁目の一部。

卒業生は大阪市立墨江丘中学校へ進学する。

## 交通
- 阪堺電気軌道阪堺線 我孫子道停留場 北西へ約500m。
- 南海高野線 我孫子前駅 西へ約600m。
- 南海本線 住ノ江駅 南東へ約800m。